# Claudio Scimone
Claudio Scimone (Padua, Italia; 23 de diciembre de 1934-íb., 6 de septiembre de 2018) fue un director de orquesta y compositor italiano especializado en repertorio antiguo y operístico.

## Biografía y carrera
Nació en Padua, Italia y estudió dirección de orquesta con Dimitri Mitrópoulos y el violinista Franco Ferrara. Es un reputado director de orquesta y compositor a nivel internacional. Ha redescubierto muchas obras barroco y renacentista.
Claudio Scimone fundó en 1959 la orquesta I Solisti Veneti (conjunto con el que ha efectuado la mayoría de sus grabaciones) y entre 1979 y 1986 dirigió la Orquesta Gulbenkian con sede en Lisboa. En el momento de su muerte era su director honorífico.
Scimone permitió al mundo a descubrir la importancia de las obras de teatro de Vivaldi, y en la década de 1970 fue responsable del estreno en tiempos modernos de Orlando furioso, con Marilyn Horne y Victoria de los Ángeles.
En el renacido teatro de La Fenice, Claudio Scimone dirigió la primera interpretación moderna de la versión veneciana de Maometto secondo de Rossini.
También ofreció el estreno en tiempos modernos de Mosè in Egitto y Edipo en Colono de Rossini, y Juicio Final de Salieri que representó en el Teatro Nacional de San Carlos de Lisboa en 1981.
En 1979, con la Orquesta Philharmonia de Londres realizó la primera grabación de las sinfonías de Muzio Clementi.
Claudio Scimone fue galardonado con el título de Caballero de la Gran Cruz de la Orden al Mérito de la República Italiana. También fue galardonado con un doctorado honorario en derecho de la Universidad de Padua.
Su discografía incluye más de 150 títulos. Recibió un Grammy por la grabación de L'Italiana in Algeri, de Rossini, con Marilyn Horne, Samuel Ramey y Kathleen Battle. Fue galardonado con el Premio Mundial del Disco de Montreaux, el Grand Prix du Disque de la Academia Charles Cros, el Premio de la Crítica Discográfica Italiana y varios Diapason d'Or, de la crítica francesa, entre otros.
Dirigió su último concierto el 2 de septiembre en Bressanone. Scimone murió la noche del 6 de septiembre en Padua, debido a complicaciones después de una caída que sufrió hace unos meses.